# Willits Gut
Willits Gut (auch: Willetts Gut, Willitts Gut) ist ein so genannter ghaut (gut), ein ephemeres Gewässer ähnlich einem Fiumara, in St. Kitts, im karibischen Inselstaat St. Kitts und Nevis.

## Geographie
Der Fluss entspringt in der South East Range im Süden von St. Kitts. Er trennt das Gebiet von Challengers und Trinity (St. Kitts) in Saint Thomas Middle Island. Er verläuft nach Süden und mündet bald in die Palmetto Bay.